# Lodger (álbum)
Lodger es el decimotercer álbum del músico y compositor británico David Bowie lanzado en mayo de 1979 por RCA Records. Es el último de la 'Trilogía de Berlín', fue grabado en Suiza y Nueva York con la colaboración de Brian Eno y el productor Tony Visconti. A diferencia de los dos álbumes anteriores de Bowie, Lodger no contenía elementos instrumentales y un estilo más orientado al pop mientras experimentaba con elementos de música mundial y técnicas de grabación inspiradas en las tarjetas 'Oblique Strategies' de Eno.
El álbum no fue, según los estándares de Bowie, un gran éxito comercial. Recibido de manera indiferente por la crítica en su lanzamiento inicial, ahora se considera ampliamente entre los álbumes más subestimados de Bowie. Fue acompañado por varios sencillos, incluido el éxito Top 10 del Reino Unido "Boys Keep Swinging".
Es una de las obras más influyentes de Bowie, particularmente en el movimiento Britpop de los 90, con dos de las bandas principales del britpop, Oasis, que bautizaron su éxito número 1 de 1996 "Don't Look Back in Anger" después de "Look Back in Anger" de Lodger, y Blur, que usó la misma secuencia de acordes de "Fantastic Voyage" y "Boys Keep Swinging" en su sencillo de 1997 "M.O.R.".

## Grabación y producción
Originalmente concebido bajo los títulos alternativos, Planned Accidents o Despite Straight Lines, Lodger se grabó en gran medida entre las pausas de la gira 'Isolar II Tour' y contó con los mismos músicos, junto con Brian Eno. Las sesiones de grabación vieron a Bowie y Eno utilizar las técnicas de las tarjetas 'Oblique Strategies' de Eno (tarjetas que tenían por objetivo ayudar a artistas a romper bloqueos creativos, impulsando lo que se conoció como pensamiento lateral). Los experimentos en el álbum incluyen el uso de canciones antiguas reproducidas al revés, empleando secuencias de acordes idénticas para diferentes canciones y haciendo que los músicos toquen instrumentos desconocidos (como en "Boys Keep Swinging"). La guitarra principal no fue interpretada por Robert Fripp, como en “Heroes”, sino por el futuro miembro de King Crimson y compañero de Fripp, Adrian Belew, a quien Bowie había "robado" mientras el guitarrista estaba de gira con Frank Zappa. Gran parte del trabajo de Belew en el álbum se compuso a partir de múltiples tomas reproducidas en pistas de acompañamiento de las que no tenía conocimiento previo, ni siquiera la tonalidad.
Eno sintió que la trilogía se había "agotado" con Lodger, y Belew también observó el cierre de la relación de trabajo de Eno y Bowie: "No peleaban ni nada incivilizado así, simplemente no parecían tener la chispa que imagino que debieron haber tenido durante el álbum “Heroes”. Se abandonó el plan inicial de continuar con el patrón básico de los discos anteriores con un lado conformado por canciones y el otro por temas instrumentales, Bowie en lugar de eso agregó letras que presagiaban las  preocupaciones más mundanas de su siguiente álbum, Scary Monsters (And Super Creeps). 

## Estilo y temas
Aunque falta la división de canciones/instrumentales que caracterizó a Low y "Heroes", Lodger se ha interpretado  dividido aproximadamente en dos temáticas principales, la de los viajes (principalmente en el lado uno) y de críticas a la civilización occidental (principalmente en el lado dos). La canción final de “Heroes”, "The Secret Life of Arabia", anticipó la sensación exótica y burlona de las canciones de viaje de Lodger. "African Night Flight" fue un tributo a la música y la cultura de la veld, inspirado en un viaje a Kenia que realizó con su pequeño hijo Zowie; sus texturas musicales han sido citadas como presagiando la popularidad de la música mundial. Bowie lo consideró un precursor de los sonidos desarrollados por Brian Eno y David Byrne para My Life in the Bush of Ghosts (1981). "Move On" fue líricamente la oda de Bowie a su propia pasión por los viajes, sónicamente su clásico anterior "All the Young Dudes" es reproducido al revés. "Yassassin" era una canción de improbable estilo reggae con sabor turco. "Red Sails" se inspiró en parte en la música de la banda alemana Neu!, compartiendo el característico ritmo de batería "motorik" de Neu!, para Bowie, combinó "un nuevo sentimiento de música alemana" con "un heroico mercenario inglés y contemporáneo Errol Flynn" para producir "una encantadora referencia cruzada de culturas".
De las críticas al álbum, "Boys Keep Swinging", el primer sencillo, fue visto por los editores de NME, Roy Carr y Charles Shaar Murray, en parte como una ingeniosa respuesta a Village People, pero también, combinado con su travestido videoclip, una crítica acerca de las ideas de la masculinidad; musicalmente fue notable por el guitarrista Carlos Alomar y el baterista Dennis Davis en los roles desconocidos e inusuales de baterista y bajista, respectivamente.  Según Tony Visconti, la canción presentaba "los mismos cambios de acordes y la misma estructura, incluso la misma tonalidad" que "Fantastic Voyage", en la cual Bowie canta sobre la posibilidad de una guerra nuclear. El segundo sencillo, "DJ", echó una mirada sardónica al mundo del disc jockey. "Repetition", la exploración de Bowie de la mente de un compañero abusivo, se cantó en un tono deliberadamente carente de emociones que resaltaba la letra y el ligado antinatural del bajo. "Red Money" agregó nuevas letras a una canción de Bowie/Alomar que originalmente había aparecido como "Sister Midnight", con letra de Bowie e Iggy Pop, en su último álbum The Idiot.

## Arte de tapa
Bowie colaboró con el artista pop inglés Derek Boshier en el diseño de la portada. La portada despegable original del álbum mostraba una imagen de Bowie del fotógrafo Brian Duffy como víctima de un accidente, con una nariz aparentemente rota. Para el efecto, la imagen fue deliberadamente de baja resolución, tomada con una cámara tipo Polaroid SX-70. La parte interior del disco incluía imágenes del cadáver del Che Guevara, la Lamentación de Cristo de Andrea Mantegna y Bowie siendo preparado para la foto de portada. Estas imágenes no se reprodujeron en la reedición en CD de Rykodisc en 1991.

## Lanzamiento y recepción
Lodger recibió críticas relativamente pobres en su lanzamiento original, Rolling Stone lo llamó "uno de sus más débiles ... dispersos, un anexo para “Heroes”, una pieza trascendental", y Melody Maker lo encontró "ligeramente impersonal". En la revista Smash Hits, el álbum fue descrito como "un rejunte de rechazos de estilos anteriores" con "destellos ocasionales de genialidad". También fue criticado por tener una mezcla más débil y sucia que los álbumes anteriores de Bowie. Robert Christgau escribió favorablemente sobre el álbum en The Village Voice. Aunque dijo que las canciones pueden parecer impasibles y poco significativas, Christgau creía que esas cualidades eran "parte de su encanto: la forma en que confunden las categorías de sensibilidad y sofisticación es tan frustrante que es satisfactoria". Lodger alcanzó el puesto N°4 en las listas de éxitos del Reino Unido y el N°20 en los EE. UU. en un momento en que el artista estaba siendo "apartado" comercialmente por sus nuevos "hijos New wave" como Gary Numan. 
Poco después de su lanzamiento, Roy Carr y Charles Shaar Murray predijeron que Lodger "habría de 'crecer en potencia' en unos pocos años, pero eventualmente será aceptado como uno de los proyectos más complejos y gratificantes de Bowie". Mientras que el biógrafo Christopher Sandford lo llama un "disco pulido, accesible y calculado", el autor David Buckley sostiene que "su estatura crece con cada año que pasa", y Nicholas Pegg lo resume, "infravalorado y oscurecido prácticamente desde el momento de su lanzamiento, su revaluación crítica está muy atrasada". El artista de electrónica/techno, Moby dijo más tarde que la única razón por la que consiguió su primer trabajo (como caddie de golf) fue para poder comprar Lodger, que acababa de salir. La banda estadounidense Built to Spill haría referencia al álbum en su canción "Distopian Dream Girl" tomada de su álbum de 1994, There's Nothing Wrong with Love. La banda Shearwater versionó el álbum en su totalidad en shows en vivo y en The A.V. Club después de la muerte de Bowie. 
En enero de 2018, Philip Glass anunció la finalización de una sinfonía basada en Lodger. La obra es 'Glass '12th Symphony' y se estrenará en Los Ángeles. Esto completará su trilogía de obras basadas en la "Trilogía de Berlín" de Bowie, las dos anteriores son Symphony Nº 1 ("Low" Symphony) y Symphony Nº4 (Glass) (“Heroes” Symphony).

## Reediciones
Lodger ha sido relanzado varias veces en CD. Fue lanzado por primera vez en CD por RCA Records a mediados de la década de 1980. Rykodisc (en EE. UU.) y EMI (en varios países) lanzaron una versión con dos pistas adicionales en 1991. La tercera iteración, sin pistas adicionales, apareció en 1999 en EMI, presentando un sonido digitalmente remasterizado de 24 bits. En 2017, la caja recopilatoria, A New Career in a New Town (1977-1982) lanzada por Parlophone incluyó dos versiones de Lodger, una remasterización del álbum estándar y una remezcla del productor Tony Visconti. El remaster 2017 se lanzó por separado, en CD, vinilo y formatos digitales, el año siguiente. 

## Lista de canciones
Todas las canciones compuestas por David Bowie y Brian Eno, excepto donde se indique lo contrario.
Lado A
| N.º | Título                                      | Duración |  |
| 1.  | «Fantastic Voyage»                          | 2:55     |  |
| 2.  | «African Night Flight»                      | 2:54     |  |
| 3.  | «Move On» (David Bowie)                     | 3:16     |  |
| 4.  | «Yassassin (Turkish for Long Live)» (Bowie) | 4:10     |  |
| 5.  | «Red Sails»                                 | 3:43     |  |

Lado B
| N.º | Título                                 | Duración |  |
| 6.  | «DJ» (Bowie, Brian Eno, Carlos Alomar) | 3:59     |  |
| 7.  | «Look Back in Anger»                   | 3:08     |  |
| 8.  | «Boys Keep Swinging»                   | 3:17     |  |
| 9.  | «Repetition» (Bowie)                   | 2:59     |  |
| 10. | «Red Money» (Bowie, Alomar)            | 4:17     |  |

Bonus Tracks (1990 Rykodisc/EMI)
| N.º | Título                                                     | Duración |  |
| 1.  | «I Pray, Olé» (Previously unreleased track, recorded 1979) | 3:59     |  |
| 2.  | «Look Back in Anger» (New version, recorded 1988)          | 6:59     |  |

## Personal
- David Bowie – voz, coros, piano, guitarra, sintetizador, Chamberlin, productor.
- Carlos Alomar – guitarra, batería.
- Dennis Davis – percusión, bajo.
- George Murray – bajo
- Sean Mayes – piano
- Simon House – violín, mandolina.
- Adrian Belew – guitarra, mandolina.
- Tony Visconti – coros, guitarra, mandolina, bajo, productor, ingeniero de sonido, mezclas.
- Brian Eno – sintetizador, piano, tratamientos de guitarra, trompeta, trompa.
- Roger Powell – sintetizador.
- Stan – saxofón
- David Richards – ingeniero de grabación.
- Rod O'Brien – ingeniero de mezclas.

## Listas

### Álbum
| Año  | Lista                | Posición |
| ---- | -------------------- | -------- |
| 1979 | UK Albums Chart      | 4        |
| 1979 | Billboard Pop Albums | 20       |
| 1979 | Noruega              | 11       |

### Sencillo
| Año  | Sencillo             | Lista            | Posición |
| ---- | -------------------- | ---------------- | -------- |
| 1979 | "Boys Keep Swinging" | UK Singles Chart | 7        |
| 1979 | "DJ"                 | UK Singles Chart | 29       |

## Certificaciones
| Organización      | Nivel | Fecha              |
| ----------------- | ----- | ------------------ |
| BPI – Reino Unido | Oro   | 8 de junio de 1979 |